# Atropoides occiduus
La mano de piedra guatemalteca (Atropoides occiduus) es una especie de serpiente perteneciente a la familia Viperidae. El nombre de la especie es derivado del latín occiduus que significa “al oeste”, presumiblemente en referencia la localidad tipo en el lado oeste de la Cordillera Volcánica de Guatemala.

## Clasificación y descripción
Es una serpiente venenosa terrestre corta y gruesa. Los adultos usualmente alcanzan entre 35 y 60 cm de longitud total. La coloración de la cabeza vista dorsal es café medio a oscuro con o sin la presencia de marcas más oscuras. Una banda postocular de color café oscuro se extiende desde atrás del ojo hasta el ángulo de mandíbula, los bordes inferior y superior de esta banda son de color negro. Una mancha subocular grande, oscura se extiende desde el margen de la órbita hasta las supralabiales sin tocar el margen del labio. Posee 7-12 intersupraoculares y las supraoculares nunca están fragmentadas. Tiene 8-10 supralabiales, 9-12 infralabiales, 21-27 hileras de escamas a la mitad del cuerpo. 125-135 escamas ventrales en machos y 126-137 en hembras, y 26-36 escamas subcaudales enteras en machos y 24-32 en hembras. Las escamas a la mitad del dorso están fuertemente quilladas.

## Distribución
Sureste de Chiapas, sur y centro de Guatemala y el oeste de El Salvador. Esta especie habita a lo largo de la vertiente del Pacífico desde al menos La Sierra Madre arriba de Mapastepec en Chiapas a través de Guatemala hasta el Volcán  San Salvador (El Salvador) en el este.
Existen muchos registros para la Sierra Madre de Chiapas que incluye Musté, cerca de Mapastepec y Cerro Ovando en Escuintla. La distribución vertical va de los 1000 a los 1600 m s. n. m..

## Hábitat
Bosque húmedo subtropical a lo largo de la vertiente del Pacífico, sin embargo algunas localidades en Guatemala son bosque de pino-encino seco.

## Estado de conservación
Se encuentra catalogada como menor preocupación (LC) en la IUCN.